# Pozdní velké bombardování
Pozdní velké bombardování se nazývá doba před přibližně 4,1 až 3,8 miliardami let, během které byla oblast vnitřních planet „bombardována“ velkými asteroidy. V této době vznikly na Měsíci rozsáhlé impaktní pánve, které byly později zality lávou za vzniku měsíčních moří. Podobné rozsáhlé impaktní krátery jako se nacházely na Měsíci byly nalezeny i na vnitřních planetách sluneční soustavy. Některé impakty pocházejí z doby před 4,4 až 4,15 miliardami let. Také blíže do současnosti mohlo bombardování pokračovat a zdrojem pak byl hlavní pás planetek (skupina Hungaria).
Pro vysvětlení této z geologického hlediska krátké doby intenzívních dopadů asteroidů na povrch planet bylo vytvořeno několik hypotéz. Jedna z nich říká, že původně byly oběžné dráhy plynných planet blízko sebe a tyto dráhy byly obklopeny oblakem velkých asteroidů – zbytkem po tvorbě současných planet. V okamžiku, kdy se oběžné dráhy Jupiteru a Saturnu dostaly do rezonance 1:2, byly oběžné dráhy zbylých plynných planet ovlivněny tak, že tyto planety začaly obíhat ve větší vzdálenosti od Slunce. Planetesimály z oblaku asteroidů byly gravitačním působením plynných planet vyslány do vnitřních částí sluneční soustavy a došlo k pozdnímu velkému bombardování. Tato hypotéza vysvětluje i sklonění oběžných drah skupiny planetek nazývaných Trojané. Patrně však jde o pokračování bombardování z doby formování Země.